# Viharmadárfélék listája

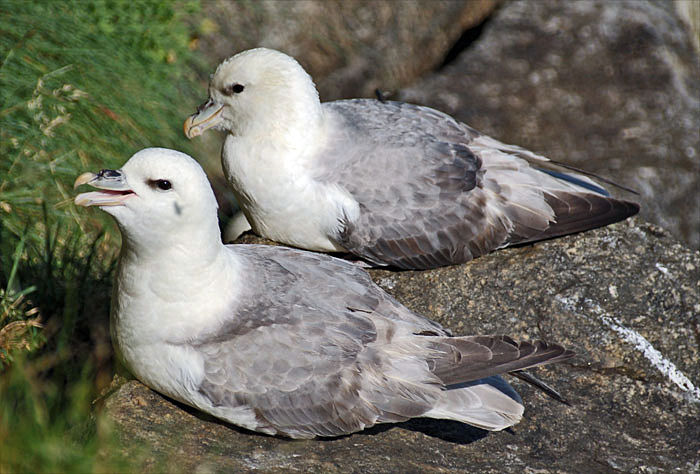
Északi sirályhojsza (Fulmarus glacialis)

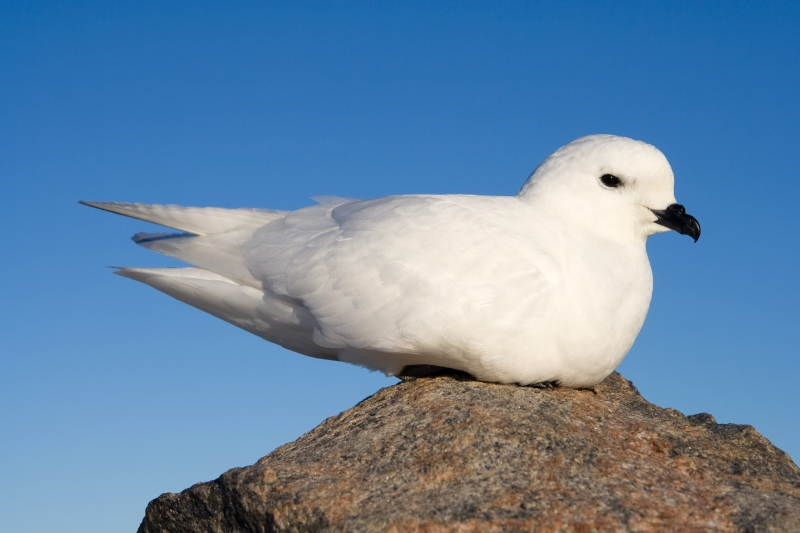
Hóhojsza (Pagodroma nivea)

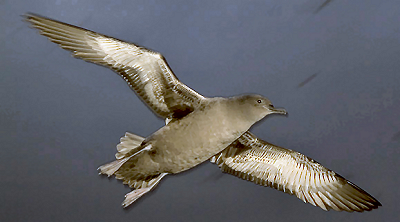
Szürke vészmadár (Puffinus griseus)

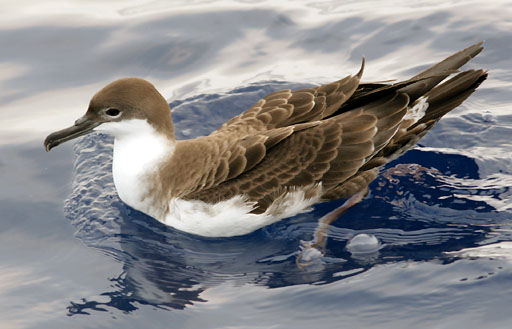
Nagy vészmadár (Puffinus gravis)

A viharmadárfélék (Procellariidae) a madarak (Aves) osztályába és a viharmadár-alakúak (Procellariiformes) rendjébe tartozó család.

## Rendszerezés
A hagyományos rendszerezéstől eltérően, melyben 4 csoportot tartottak számon, manapság 5 csoport van; továbbá egyes nemek és fajok megváltoztatták a korábbi rendszertani besorolásukat; például: a viharmadarak közül kivonták a szerecsenhojszákat, továbbá néhány, szintén a viharmadarak közül kivont fajnak megalkották a saját madárnemét, az úgynevezett Pseudobulweriát. A kergueleni hojsza monotipikus taxonná vált az átrendezés során. Egyes alfajok elnyerték a faji státuszukat. Ez a nagymértékű átrendezés Austin (1996), Bretagnolle et al. (1998), Nunn & Stanley (1998) és Brooke (2004) kutatásain alapul.
A családba az alábbi 15 madárnem és 88 recens faj tartozik:

### Cethojsza csoport
- Halobaena Bonaparte, 1856 – 1 élő faj
  - kék viharmadár (Halobaena caerulea) (Gmelin, 1789)[1]
- cethojsza (Pachyptila) Illiger, 1811 – 6 élő faj

### Hojsza csoport
- Daption Stephens, 1826 – 1 élő faj
  - galambhojsza (Daption capense) (Linnaeus, 1758)[2]
- sirályhojsza (Fulmarus) Stephens, 1826 – 2 élő és 2 fosszilis faj[3]
- óriáshojsza (Macronectes) Richmond, 1905 – 2 élő faj
- Pagodroma Bonaparte, 1856 – 1 élő faj
  - hóhojsza (Pagodroma nivea) (G. Forster, 1777)[4]
- Thalassoica L. Reichenbach, 1853 – 1 élő faj
  - antarktiszi hojsza (Thalassoica antarctica) (J. F. Gmelin, 1789)[5]

### Szerecsenhojsza csoport
- szerecsenhojsza (Bulweria) Bonaparte, 1843 – 2 élő faj és 1 kihalt faj
- Procellaria Linnaeus, 1758 – 5 élő faj és talán 1 fosszilis faj

### Vészmadárcsoport
- Aphrodroma Olson, 2000 – 1 élő faj
  - kergueleni hojsza (Aphrodroma brevirostris) (Lesson, 1831)[6]
- Ardenna Reichenbach, 1853 - 7 élő fajt és 5 fosszilis faj
- Calonectris Mathews & Iredale, 1915 – 4 élő faj és 2 fosszilis faj
- Pseudobulweria Mathews, 1936 – 4 élő faj és 1 kihalt faj
- Puffinus Brisson, 1760 – 19 élő faj és 7 fosszilis faj

### Viharmadárcsoport
- viharmadarak (Pterodroma) Bonaparte, 1856 – 30 élő faj és 12 bizonytalan helyzetű és fosszilis faj

## Fordítás
- Ez a szócikk részben vagy egészben  a   List of Procellariidae című angol Wikipédia-szócikk ezen változatának fordításán alapul.  Az eredeti cikk szerkesztőit annak laptörténete sorolja fel. Ez a jelzés csupán a megfogalmazás eredetét és a szerzői jogokat jelzi, nem szolgál a cikkben szereplő információk forrásmegjelöléseként.